# Quadratura de Simpson adaptativa
Quadratura de Simpson adaptativa, também chamada de Regra adaptativa de Simpson, é um método de Integração numérica, proposto por G.F. Kuncir em 1962. Este é, provavelmente, o primeiro algoritmo recursivo adaptativo para integração numérica impresso,  porém, métodos adaptativos mais modernos, baseados em Quadraturas de Gauss-Kronrod e Quadratura de Clenshaw–Curtis, são geralmente preferidos. O método da Quadratura de Simpson Adaptativa usa uma estimativa do erro obtido ao calcular integrais definidas pelo Método de Simpson. Se o erro excede a tolerância definida pelo usuário, o algoritmo subdivide os intervalos em dois e aplica a Quadratura de Simpson adaptativa em cara intervalo, de maneira recursiva. Usualmente, a técnica é muito mais eficiente que a Regra composta de Simpson., uma vez que realiza menos avaliações em pontos em que a função é bem aproximada por uma Função cúbica.
Um critério sobre quando parar de subdividir um intervalo, sugerido por J.N. Lyness,  é
{\displaystyle |S(a,c)+S(c,b)-S(a,b)|/15<\epsilon \,}
onde {\displaystyle [a,b]\,\!} é um intervalo centrado em {\displaystyle c\,\!}, {\displaystyle S(a,b)\,\!}, {\displaystyle S(a,c)\,\!}, e onde {\displaystyle S(c,b)\,\!} são estimativas dadas pelo Método de Simpson nos intervalos correspondentes e {\displaystyle \epsilon \,\!} é a tolerância desejada para o intervalo.
O Método de Simpson é uma quadratura interpoladora que apresenta resultados exatos quando o integrante é um polinômio de grau três ou menor. Usando Extrapolação de Richardson, as estimativas de Simpson mais precisas de {\displaystyle S(a,c)+S(c,b)\,} para seis valores da função são combinadas com estimativas menos precisas {\displaystyle S(a,b)\,} para três valores da função, aplicando a correção {\displaystyle [S(a,c)+S(c,b)-S(a,b)]/15\,}. Assim, a estimativa obtida é exata para polinômios de grau cinco ou menos.

## Exemplos de Implementação

### Python
Segue uma implementação da Quadratura de Simpson adaptativa em Python. Observe que este é um código explicativo, em detrimento de sua eficiência. Todas as chamadas para recursive_asr implicam seis avaliações da função. Para uso, recomenda-se uma modificação, de tal maneira que um mínimo de duas avaliações de função sejam realizadas.
```
def
 
simpsons_rule
(
f
,
a
,
b
):

    
c
 
=
 
(
a
+
b
)
 
/
 
2.0

    
h3
 
=
 
abs
(
b
-
a
)
 
/
 
6.0

    
return
 
h3
*
(
f
(
a
)
 
+
 
4.0
*
f
(
c
)
 
+
 
f
(
b
))

def
 
recursive_asr
(
f
,
a
,
b
,
eps
,
whole
):

    
"Recursive implementation of adaptive Simpson's rule."

    
c
 
=
 
(
a
+
b
)
 
/
 
2.0

    
left
 
=
 
simpsons_rule
(
f
,
a
,
c
)

    
right
 
=
 
simpsons_rule
(
f
,
c
,
b
)

    
if
 
abs
(
left
 
+
 
right
 
-
 
whole
)
 
<=
 
15
*
eps
:

        
return
 
left
 
+
 
right
 
+
 
(
left
 
+
 
right
 
-
 
whole
)
/
15.0

    
return
 
recursive_asr
(
f
,
a
,
c
,
eps
/
2.0
,
left
)
 
+
 
recursive_asr
(
f
,
c
,
b
,
eps
/
2.0
,
right
)

def
 
adaptive_simpsons_rule
(
f
,
a
,
b
,
eps
):

    
"Calculate integral of f from a to b with max error of eps."

    
return
 
recursive_asr
(
f
,
a
,
b
,
eps
,
simpsons_rule
(
f
,
a
,
b
))

from
 
math
 
import
 
sin

print
 
adaptive_simpsons_rule
(
sin
,
0
,
1
,
.000000001
)

```

### C
Segue também uma implementação da Quadratura de Simpson adaptativa em C99 que evita avaliações redundantes de f e cálculos de quadraturas.
```
#include
 
<math.h>
  // include file for fabs and sin

#include
 
<stdio.h>
 // include file for printf

 

//

// Função recursiva auxiliar parar a função adaptiveSimpsons() abaixo

//                                                                                                 

double
 
adaptiveSimpsonsAux
(
double
 
(
*
f
)(
double
),
 
double
 
a
,
 
double
 
b
,
 
double
 
epsilon
,
                 

                         
double
 
S
,
 
double
 
fa
,
 
double
 
fb
,
 
double
 
fc
,
 
int
 
bottom
)
 
{
                 

  
double
 
c
 
=
 
(
a
 
+
 
b
)
/
2
,
 
h
 
=
 
b
 
-
 
a
;
                                                                  

  
double
 
d
 
=
 
(
a
 
+
 
c
)
/
2
,
 
e
 
=
 
(
c
 
+
 
b
)
/
2
;
                                                              

  
double
 
fd
 
=
 
f
(
d
),
 
fe
 
=
 
f
(
e
);
                                                                      

  
double
 
Sleft
 
=
 
(
h
/
12
)
*
(
fa
 
+
 
4
*
fd
 
+
 
fc
);
                                                           

  
double
 
Sright
 
=
 
(
h
/
12
)
*
(
fc
 
+
 
4
*
fe
 
+
 
fb
);
                                                          

  
double
 
S2
 
=
 
Sleft
 
+
 
Sright
;
                                                                       

  
if
 
(
bottom
 
<=
 
0
 
||
 
fabs
(
S2
 
-
 
S
)
 
<=
 
15
*
epsilon
)
                                                    

    
return
 
S2
 
+
 
(
S2
 
-
 
S
)
/
15
;
                                                                        

  
return
 
adaptiveSimpsonsAux
(
f
,
 
a
,
 
c
,
 
epsilon
/
2
,
 
Sleft
,
  
fa
,
 
fc
,
 
fd
,
 
bottom
-1
)
 
+
                    

         
adaptiveSimpsonsAux
(
f
,
 
c
,
 
b
,
 
epsilon
/
2
,
 
Sright
,
 
fc
,
 
fb
,
 
fe
,
 
bottom
-1
);
                     

}

//

// Quadratura de Simpson Adaptativa

//

double
 
adaptiveSimpsons
(
double
 
(
*
f
)(
double
),
   
// ptr para a função

                           
double
 
a
,
 
double
 
b
,
  
// intervalo [a,b]

                           
double
 
epsilon
,
  
// tolerancia de erro

                           
int
 
maxRecursionDepth
)
 
{
   
// recursão cap        

  
double
 
c
 
=
 
(
a
 
+
 
b
)
/
2
,
 
h
 
=
 
b
 
-
 
a
;
                                                                  

  
double
 
fa
 
=
 
f
(
a
),
 
fb
 
=
 
f
(
b
),
 
fc
 
=
 
f
(
c
);
                                                           

  
double
 
S
 
=
 
(
h
/
6
)
*
(
fa
 
+
 
4
*
fc
 
+
 
fb
);
                                                                

  
return
 
adaptiveSimpsonsAux
(
f
,
 
a
,
 
b
,
 
epsilon
,
 
S
,
 
fa
,
 
fb
,
 
fc
,
 
maxRecursionDepth
);
                   

}

int
 
main
(){

 
double
 
I
 
=
 
adaptiveSimpsons
(
sin
,
 
0
,
 
1
,
 
0.000000001
,
 
10
);
 
// calcular a integral de sin(x)

                                                          
// de 0 a 1 e armazenar na

                                                          
// nova variável I

 
printf
(
"I = %lf
\n
"
,
I
);
 
// print the result

 
return
 
0
;

}

```

### Racket
Seguem também uma implementação da Quadratura de Simpson Adaptativa em Racket. A função exportada calcula a integral indeterminada para algumas funções f dadas.
```
;; -----------------------------------------------------------------------------

;; interface

;; Método de Simpson para aproximara integral

(
define
 
(
simpson
 
f
 
L
 
R
)

  
(
*
 
(
/
 
(
-
 
R
 
L
)
 
6
)
 
(
+
 
(
f
 
L
)
 
(
*
 
4
 
(
f
 
(
mid
 
L
 
R
)))
 
(
f
 
R
))))

(
provide/contract

 
[adaptive-simpson
 

  
(
->i
 
((
f
 
(
->
 
real?
 
real?
))
 
(
L
 
real?
)
 
(
R
  
(
L
)
 
(
and/c
 
real?
 
(
>/c
 
L
))))

       
(
#:epsilon
 
(
ε
 
real?
))

       
(
r
 
real?
))
]

 
[step
 
(
->
 
real?
 
real?
)
]
)

;; -----------------------------------------------------------------------------

;; implementação

(
define
 
(
adaptive-simpson
 
f
 
L
 
R
 
#:epsilon
 
[ε
 
.
000000001]
)

  
(
define
 
f@L
 
(
f
 
L
))

  
(
define
 
f@R
 
(
f
 
R
))

  
(
define-values
 
(
M
 
f@M
 
whole
)
 
(
simpson-1call-to-f
 
f
 
L
 
f@L
 
R
 
f@R
))

  
(
asr
 
f
 
L
 
f@L
 
R
 
f@R
 
ε
 
whole
 
M
 
f@M
))

;; eficiência computacional: 2 funções chamadas por passo 

(
define
 
(
asr
 
f
 
L
 
f@L
 
R
 
f@R
 
ε
 
whole
 
M
 
f@M
)

  
(
define-values
 
(
leftM
  
f@leftM
  
left*
)
  
(
simpson-1call-to-f
 
f
 
L
 
f@L
 
M
 
f@M
))

  
(
define-values
 
(
rightM
 
f@rightM
 
right*
)
 
(
simpson-1call-to-f
 
f
 
M
 
f@M
 
R
 
f@R
))

  
(
define
 
delta*
 
(
-
 
(
+
 
left*
 
right*
)
 
whole
))

  
(
cond

    
[
(
<=
 
(
abs
 
delta*
)
 
(
*
 
15
 
ε
))
 
(
+
 
left*
 
right*
 
(
/
 
delta*
 
15
))
]

    
[else
 
(
define
 
epsilon1
 
(
/
 
ε
 
2
))

          
(
+
 
(
asr
 
f
 
L
 
f@L
 
M
 
f@M
 
epsilon1
 
left*
  
leftM
  
f@leftM
)
 

             
(
asr
 
f
 
M
 
f@M
 
R
 
f@R
 
epsilon1
 
right*
 
rightM
 
f@rightM
))
]
))

(
define
 
(
simpson-1call-to-f
 
f
 
L
 
f@L
 
R
 
f@R
)

  
(
define
 
M
 
(
mid
 
L
 
R
))

  
(
define
 
f@M
 
(
f
 
M
))

  
(
values
 
M
 
f@M
 
(
*
 
(
/
 
(
abs
 
(
-
 
R
 
L
))
 
6
)
 
(
+
 
f@L
 
(
*
 
4
 
f@M
)
 
f@R
))))

(
define
 
(
mid
 
L
 
R
)
 
(
/
 
(
+
 
L
 
R
)
 
2.
))

```

O código é um resumo de um módulo "#lang racket" que inclui uma linha (require rackunit).